# You Know You're Right
«You Know You're Right» es un sencillo promocional de 2002 de la banda estadounidense de grunge Nirvana, que fue lanzado como el sencillo principal del álbum recopilatorio homónimo de la banda, Nirvana. «You Know You're Right», escrita por el cantante de la banda, Kurt Cobain, alcanzó el puesto número 1 en las listas Hot Mainstream Rock Tracks y Modern Rock Tracks, pero también alcanzó el número 45 en Billboard Hot 100 y en la lista de Finlandia.
«You Know You're Right» es la última canción que Nirvana grabó juntos en un estudio, lo que sucedió el 30 de enero de 1994. Cuando Cobain fue encontrado muerto en su casa el 8 de abril del mismo año, la banda se disolvió y cualquier posible lanzamiento de la canción se puso en espera. Después de que Krist Novoselic y Dave Grohl decidieran formar una empresa llamada Nirvana LLC, querían que la viuda de Cobain, Courtney Love, representara al patrimonio de Cobain en las decisiones sobre el lanzamiento de material inédito de Nirvana. Love se opuso a los planes de la empresa y se produjo una disputa legal entre 2001 y 2002, que en particular se refería al lanzamiento de «You Know You're Right». En septiembre de 2002, se informó que las partes se habían reconciliado y la canción se lanzó al mes siguiente en el álbum recopilatorio de Nirvana.
El video musical fue dirigido por Chris Hafner y consta en su totalidad de clips de varias entrevistas, conciertos y videos musicales anteriores con Nirvana. «You Know You're Right» se convirtió en uno de los últimos proyectos de videos musicales de Hafner y el periodista Alex Young de Consequence of Sound lo consideró probablemente el trabajo más notable de Hafner, y señaló que a pesar de todos los problemas legales que habían plagado el lanzamiento de la canción, el video musical le dio a Cobain un final digno.

## Trasfondo y grabación
Después del lanzamiento del tercer álbum de estudio de Nirvana, In Utero, en septiembre de 1993, la banda comenzó a hacer giras nuevamente. Durante un concierto el 23 de octubre de 1993 en el Aragon Ballroom de Chicago, EE. UU., Nirvana realizó su única actuación con la entonces desconocida canción «You Know You're Right». Justo antes de que la banda comenzara a tocar «You Know You're Right», Dave Grohl presentó la canción diciendo: «esta es nuestra última canción. Se llama “All Apologies”»; Grohl no estaba al tanto en el tiempo que Cobain ya había empezado a tocar en «You Know You're Right». Este malentendido llevó a los fanáticos de Nirvana a malinterpretar la declaración de Grohl y, debido a la baja fidelidad de la grabación del concierto, se hizo referencia a la canción con los nombres no oficiales «Autopilot» y «On a Mountain». Durante una entrevista con el periodista musical David Fricke dos días después del concierto en el Aragon Ballroom, Fricke notó que Cobain más o menos negaba la existencia de la canción al decir que no tenía nuevas canciones en proceso en ese momento y que tenía que comenzar desde rasga. Cobain también expresó su incertidumbre sobre el futuro musical de Nirvana y en una entrevista con Rolling Stone en enero de 1994, Cobain dijo que sentía que Nirvana se estaba convirtiendo en una banda repetitiva. Cobain declaró que los fanáticos de Nirvana no tenían nada que esperar pero que el mejor momento de la banda había pasado. Dijo que Nirvana lanzaría más álbumes de estudio, pero que no estaba seguro de si serían álbumes grunge.
Cobain quería ir a Studio X en Seattle, Washington y ver si Nirvana podía grabar algunas canciones improvisadas. En cambio, Grohl lo refirió a Robert Lang Studios en Shoreline, Washington porque estaba más cerca de su casa y pensó que sonaba interesante. Cobain ingresó al estudio de grabación el 30 de enero de 1994 para grabar «You Know You're Right». Krist Novoselic y Grohl habían estado esperando a Cobain en el estudio durante dos días —nunca se dio una explicación real de por qué Cobain llegó tarde— y mientras esperaban grabaron algunas canciones escritas por Grohl, incluyendo «February Stars», «Exhausted» y «Big Me». Nirvana tocaron juntos durante todo el día el 30 de enero, pero solo lograron completar una canción, a saber, «You Know You're Right»; la canción en ese momento se titulaba «Kurt's Song #1». Completaron la mayor parte de la canción en una sola toma y Cobain solo necesitó agregar más voces y guitarra después. Esta sesión de grabación fue la última de Nirvana ya que Cobain fue encontrado muerto en su casa el 8 de abril de 1994 y con este evento Nirvana se disolvió.

## Composición y letras
Nirvana había usado anteriormente un estilo de música que alternaba piezas tranquilas y ruidosas, donde «You Know You're Right» es un ejemplo de una «[canción] clásica de Nirvana con un verso lento que explota en un coro sin palabras, agonizantemente catártico e innegablemente pegadizo». El crítico musical Jim DeRogatis describió la introducción de la canción como «de mal humor [y] construida alrededor de algunos matices extraños y resonantes» y también señaló que el solo de guitarra en «You Know You're Right» fue uno de los mejores de Cobain. El Museo y Salón de la Fama del Rock and Roll también destacó la forma de tocar la guitarra de Cobain en la canción, calificándola de «expresiva» y «con matices».
Cobain declaró que tuvo tendencias suicidas durante mucho tiempo, principalmente debido al dolor abdominal que estaba experimentando, pero que en el momento de la grabación de «You Know You're Right» se sintió más feliz que en mucho tiempo. Fricke posteriormente interpretó la letra de Cobain de «You Know You're Right» en el sentido de que estaba claro que no estaba bien y que su salud y estado de ánimo solo se estaban deteriorando. Jeremy Allen de The Guardian creía que la trama de la canción y el uso repetido de la palabra «dolor» mostraban que Cobain sospechaba que su entonces esposa Courtney Love estaba teniendo una relación secreta con su exnovio Billy Corgan. Tanto DeRogatis como el Museo y Salón de la Fama del Rock and Roll señalaron que la letra «Las cosas nunca han estado tan bien y nunca me he sentido tan bien» fue conmovedora debido a la muerte de Cobain tan poco tiempo después de que se grabara la canción y que esta letra mostraba su «ingenio agudo» como compositor. La letra de la versión en vivo del 23 de octubre de 1993 es muy diferente de la letra de la versión de estudio, donde anteriormente contenía letras como «Simplemente no creo que valga la pena. Realmente no la amo. Yo no No creo que la desee. No voy a volver a amar. Es la forma en que duele tu amor. Es la forma en que te vuelves a enojar».
En una entrevista con The Guardian, publicada el 16 de agosto de 2019, Grohl dijo que había escuchado «You Know You're Right» por primera vez en 10 años y que le resultó difícil escuchar la canción. Comentó que el momento en que se escribió la canción fue un período difícil para Nirvana, donde el estado de ánimo de Cobain fluctuó mucho y donde el propio Grohl experimentó depresión por primera vez en su vida. Grohl sintió que las letras de Cobain eran «desgarradoras» y que «You Know You're Right» era musicalmente «limpiador».

## Lanzamiento y recepción

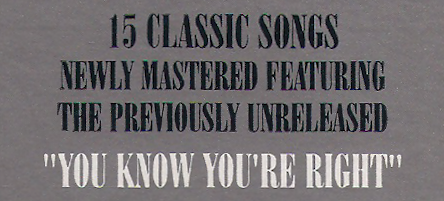
La pegatina del álbum recopilatorio homónimo de Nirvana, se lanzó en octubre de 2002

«You Know You're Right» se lanzó como sencillo promocional y sencillo principal del álbum recopilatorio homónimo de Nirvana en octubre de 2002. El sencillo alcanzó el número uno en las listas Hot Mainstream Rock Tracks y Modern Rock Tracks, pero también alcanzó su punto máximo. número 45 en el Billboard Hot 100 y la lista oficial de Finlandia. Unos meses antes del lanzamiento oficial del sencillo, «You Know You're Right» se filtró en Internet y comenzó a sonar en la radio, a pesar de que las estaciones de radio habían sido amenazadas con las llamadas cartas de cese y desistimiento si trataron de reproducir la canción por adelantado. El periodista de Consequence of Sound, Alex Young, calificó el lanzamiento de «You Know You're Right» como «uno de los últimos bastiones de estrenos épicos y globales de sencillos en la radio y la televisión». «You Know You're Right» se lanzó en el álbum recopilatorio Icon en agosto de 2010. En mayo de 2020, Cameron Crowe reveló que mezcló «You Know You're Right» en Vanilla Sky, que se estrenó apenas un año antes de que saliera el sencillo. Crowe había tenido acceso a la canción a través de Love, quien le había pedido que la ocultara en la película.
El Museo y Salón de la Fama del Rock and Roll colocó a «You Know You're Right» en el número 10 en su lista de «10 canciones esenciales de Nirvana». En 2004, la canción ocupó el puesto 20 cuando New Musical Express incluyó las veinte mejores canciones de Nirvana de todos los tiempos y en 2011 la revista colocó a «You Know You're Right» en el puesto 10 de la lista «Nirvana: Ten Best Songs». Loudwire colocó la canción en el número 3 en la lista de las «10 mejores canciones de Nirvana» y ocupó el puesto número 10 en la lista de las «15 mejores canciones de Nirvana» de la revista Slant. «You Know You're Right» se incluyó en el número 8 en las «10 mejores canciones de Nirvana» de Diffuser.fm y también en la lista de 2011 «Las 15 mejores canciones de Nirvana que no están en Nevermind» de Paste. Jeremy Allen de The Guardian incluyó «You Know You're Right» en su lista de las diez mejores canciones de Nirvana de todos los tiempos. Entertainment Weekly llamó a «You Know You're Right» «espeluznante» y «terriblemente crudo». La revista le dio a la canción una calificación de B+, destacando la voz ronca de Cobain y el doloroso sarcasmo como puntos destacados.

### Disputa legal
Antes del lanzamiento de «You Know You're Right», surgió una disputa legal que involucraba principalmente a Novoselic, Grohl y la viuda de Cobain, Courtney Love. DeRogatis creía que las bases para esta disputa se establecieron en la primavera de 1992, cuando Cobain amenazó con dejar Nirvana a menos que Novoselic y Grohl accedieran a sus nuevas demandas de regalías. Anteriormente, los tres habían recibido una parte igual de los ingresos por regalías, pero la nueva demanda de Cobain era que en el futuro recibiría el 75 por ciento de los ingresos por la música, mientras que Novoselic y Grohl compartirían el 25 por ciento restante, y que para el composición, Cobain recibiría el 100 por ciento de los ingresos por regalías, que también se aplicarían retroactivamente desde la fundación de Nirvana. Novoselic y Grohl no estaban contentos con las nuevas demandas, pero las aceptaron para evitar dividir la banda. Luego guardaron rencor contra Love, con quien Cobain se había casado en febrero de 1992, ya que creían que ella había sido quien había llevado a Cobain a hacer nuevas demandas de regalías; según Rosemary Carroll, la abogada de Nirvana en ese momento, de hecho fue Cobain quien originó las nuevas demandas y no Love. Cobain finalmente recibió el 91 por ciento de las regalías por composición de canciones, con el cinco por ciento para el exbaterista de Nirvana Chad Channing y el dos por ciento para Novoselic y Grohl.
Después de la muerte de Cobain en abril de 1994, Nirvana dejó mucho material de canciones que nunca antes se había hecho público. Para manejar los posibles lanzamientos de este material, Novoselic y Grohl propusieron la creación de una empresa llamada Nirvana LLC, en la que ellos y Love —como representante del patrimonio de Cobain— tendrían los mismos derechos de voto sobre cómo se manejaría el material heredado de la banda. Love no estaba contenta con esta propuesta porque creía que había abogados que eran accionistas de la empresa y que tenían conexiones con Novoselic y Grohl en el pasado, lo que la puso en desventaja desde el principio. Love aceptó la propuesta en 1997, que luego vio como un «gran error».
Novoselic planeó lanzar una caja de 45 canciones de Nirvana en otoño de 2001, pero en junio de ese año Love presentó una demanda en el condado de King (Washington), buscando disolver Nirvana LLC. Con esto, los planes para lanzar la caja recopilatoria quedaron en suspenso y en su lugar comenzó una demanda entre Novoselic, Grohl y Love. Love sintió que Nirvana LLC permitió que el legado de Nirvana languideciera y que sería censurable lanzar «You Know You're Right» en una caja en lugar de un álbum recopilatorio al estilo de The Beatles 1. Novoselic ha dicho que entendía lo que Love significaba y que él siempre trató de cooperar con ella, pero que ya había tenido suficiente. Novoselic y Grohl optaron por presentar su propia demanda en diciembre de 2001, en la que afirmaron que Love era «irracional, vivaz, egocéntrica, inmanejable, inconsistente e impredecible». También argumentaron que la demanda de Love debería ser desestimada porque ella no no tenía ningún respeto por el legado de Nirvana, sino que solo buscaba publicidad y atención. Love evitó que «You Know You're Right» se publicara antes de que las partes llegaran a un acuerdo en los tribunales, pero en septiembre de 2002 se supo que Novoselic, Grohl y Love habían llegado a un acuerdo. Esto allanó el camino para el lanzamiento del álbum recopilatorio Nirvana, que incluye «You Know You're Right» en octubre de 2002, y la caja recopilatoria póstuma With the Lights Out lanzada en noviembre de 2004.

## Video musical
El video musical de «You Know You're Right» fue dirigido por Chris Hafner, convirtiéndose en uno de sus últimos proyectos de videos musicales. Después de la muerte de Cobain en abril de 1994, Nirvana se disolvió y Hafner tuvo que usar imágenes de video previamente grabadas con la banda para editar el video musical juntos. El video musical presenta clips de varias entrevistas, conciertos —como el de MTV Unplugged—, videos musicales anteriores —como el de «Sliver»— y una presentación de diapositivas más corta con Nirvana. Hacia el final del video musical, la cámara se acerca a una toma fija de Cobain rompiendo su guitarra eléctrica y la imagen se desvanece a la guerra de las hormigas y se desvanece a negro.
El video musical se publicó en el sitio web de MTV el 11 de octubre de 2002, se estrenó en el mismo programa el 14 de octubre y en MTV Europe el 15 de octubre. Young sintió que el video musical era probablemente el trabajo más notable de Hafner y que, a pesar de todos los problemas legales que habían plagado el lanzamiento de «You Know You're Right», le dio a Cobain un final digno. El video musical fue nominado en la categoría de Mejor Video en los premios NME Carling Awards de 2003, pero perdió ante «Whatever Happened to My Rock 'n' Roll (Punk Song)» de Black Rebel Motorcycle Club.

## Versiones
Varios artistas han hecho versiones de «You Know You're Right». La primera versión conocida de la canción es de la actuación de Hole en MTV Unplugged el 14 de febrero de 1995, que se emitió en ese mismo programa el 17 de abril de ese año. La cantante de la banda, Courtney Love, era la viuda de Cobain y cuando Hole interpretó la canción estaba bajo el título «You've Got No Right», con algunas letras también cambiadas por Love. Ro Ransom hizo una versión de «You Know You're Right» para su serie Hidden Freestyle y Richard Christ lanzó su versión de la canción en el álbum Gorgeous than Evil-Stronger than Christ. Los artistas que han interpretado «You Know You're Right» en concierto incluyen a Limp Bizkit, Breaking Benjamin y Seether.

## Lista de canciones
Todas las canciones escritas y compuestas por Kurt Cobain, a menos que se indique. 
| N.º | Título                  | Duración |  |
| 1.  | «You Know You're Right» | 3:38     |  |

## Posiciones en listas
| Año  | Lista                                         | Posición |
| ---- | --------------------------------------------- | -------- |
| 2002 | Canciones de Rock Mainstream (Estados Unidos) | 1        |
| 2002 | Canciones de Rock Moderno (Estados Unidos)    | 1        |
| 2002 | Billboard Hot 100                             | 45       |
| 2002 | Triple J Hot 100 (Australia)                  | 12       |
| 2002 | Listas de México                              | 20       |
| 2002 | Listas de Letonia                             | 11       |
| 2002 | Listas de Polonia                             | 13       |

## Personal
- Kurt Cobain: voz y guitarra
- Krist Novoselic: bajo
- Dave Grohl: batería
- Pat Smear: guitarra